# Жакуи (река)
Жакуи́ (порт. Rio Jacuí) — река в юго-восточной части Бразилии, протекает по территории штата Риу-Гранди-ду-Сул. Впадает в залив Гуаиба озера-лагуны Патус. Относится к бассейну Атлантического океана.

## География

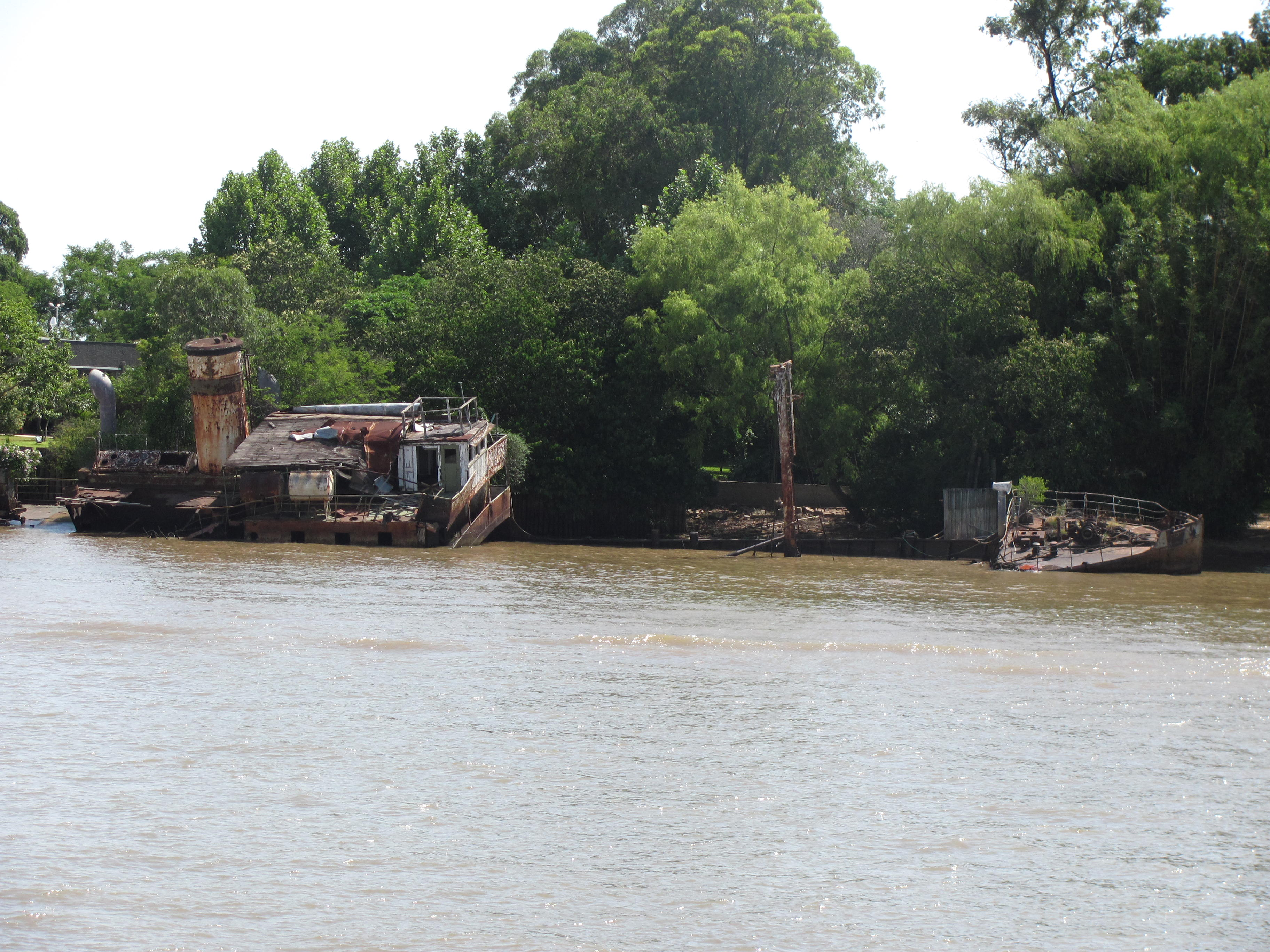
Кораблекрушение на реке Жакуи

Река берёт исток на высоте 717 м над уровнем моря, в 8 км на восток от окраины города Пасу-Фунду, примерно в 1 км от истока реки Пасу-Фунду. Жакуи полностью расположена на территории штата Риу-Гранди-ду-Сул. В верховье течет, в основном в южном направлении, после впадения правого притока Сатурну поворачивает на юго-восток, а после города Кажоейра-ду-Сул поворачивает на восток и течет до города Порту-Алегри, где впадает в залив Гуаиба, который является заливом большого озера-лагуны Патус, что узким проливом, в своей южной части, соединено с Атлантическим океаном. В верховьях реки течение бурное и с многочисленными порогами. Здесь же, выше городов Тиу-Угу и Салту-ду-Жакуй построены две плотины ГЭС, причём водохранилище нижней — является одним из крупнейших искусственных водоемов штата Риу-Гранди-ду-Сул. Судоходна на участке от устья до города Кашуэйра-ду-Сул.
Длина реки 800 км. Площадь водосборного бассейна 73 000 км². Средний уклон русла реки от истока до устья — 0,9 м/км, перепад высот — 717 м. Среднегодовой расход воды в устье — 1900 м³/с.

## Притоки
Крупнейшие притоки реки Жакуй (от истока к устью): Жакуй-Мирин (правый), Жакуйзинью (178 км, левый), Сатурну (правый), Вакакаи (330 км, правый), Риу-Парду (250 км, левый), Такуари (530 км, левый), Кай (левый), Синус (левый), Граватаи (34 км, левый).

## Населённые пункты
Крупнейшие населённые пункты на берегах реки Жакуй (от истока к устью): Еспумозу, Салту-ду-Жакуй, Дона-Франциска, Кашуэйра-ду-Сул, Риу-Парду, Триунфу, Шаркеадас, Порту-Алегри.

## Фауна и флора
Жакуи имеет жизненно важное значение для штата и его муниципалитетов. Растительный и животный мир реки очень богат и разнообразен.

## Ссылка
- Jacui-River (англ.). Encyclopædia Britannica. Дата обращения: 22 марта 2019.
- AREA DEL ESTE DE BRASIL: JACUI (Río) (исп.) (англ.). www.fao.org. Дата обращения: 11 января 2025.